# Дуб черешчатий (Полтава, Грицаєнка, 22)
Дуб черешчатий — ботанічна пам'ятка природи місцевого значення в Україні. Розташована в місті Полтаві, за адресою проспект Віталія Грицаєнка, 22.
Площа — 0,01 га. Статус присвоєно згідно з рішенням облвиконкому від 13.12.1975 року № 531. Перебуває у віданні Полтавської обласної клінічної інфекційної лікарні.
Статус присвоєно для збереження вікового екземпляра дуба звичайного (Quercus robur) віком понад 150 років. Обхват на висоті 1,3 м у 1965 році становив 222 см; у 1992 - 365 см; у 2021 році — 479 см.
Описаний у «Інвентаризаційному описі дубів» 1965—1968 років члена міського товариства охорони природи Степана Пащенка.

## Галерея

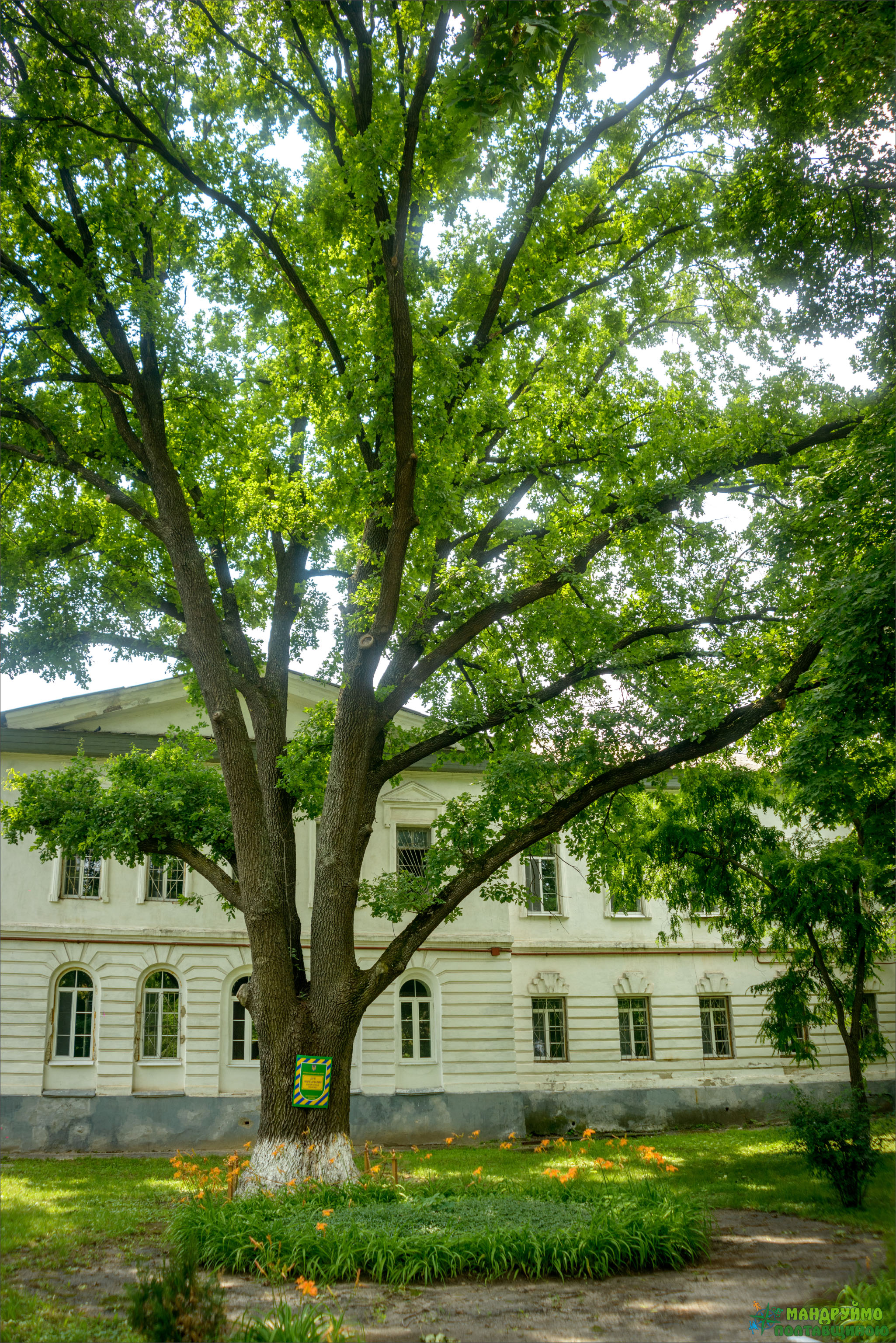
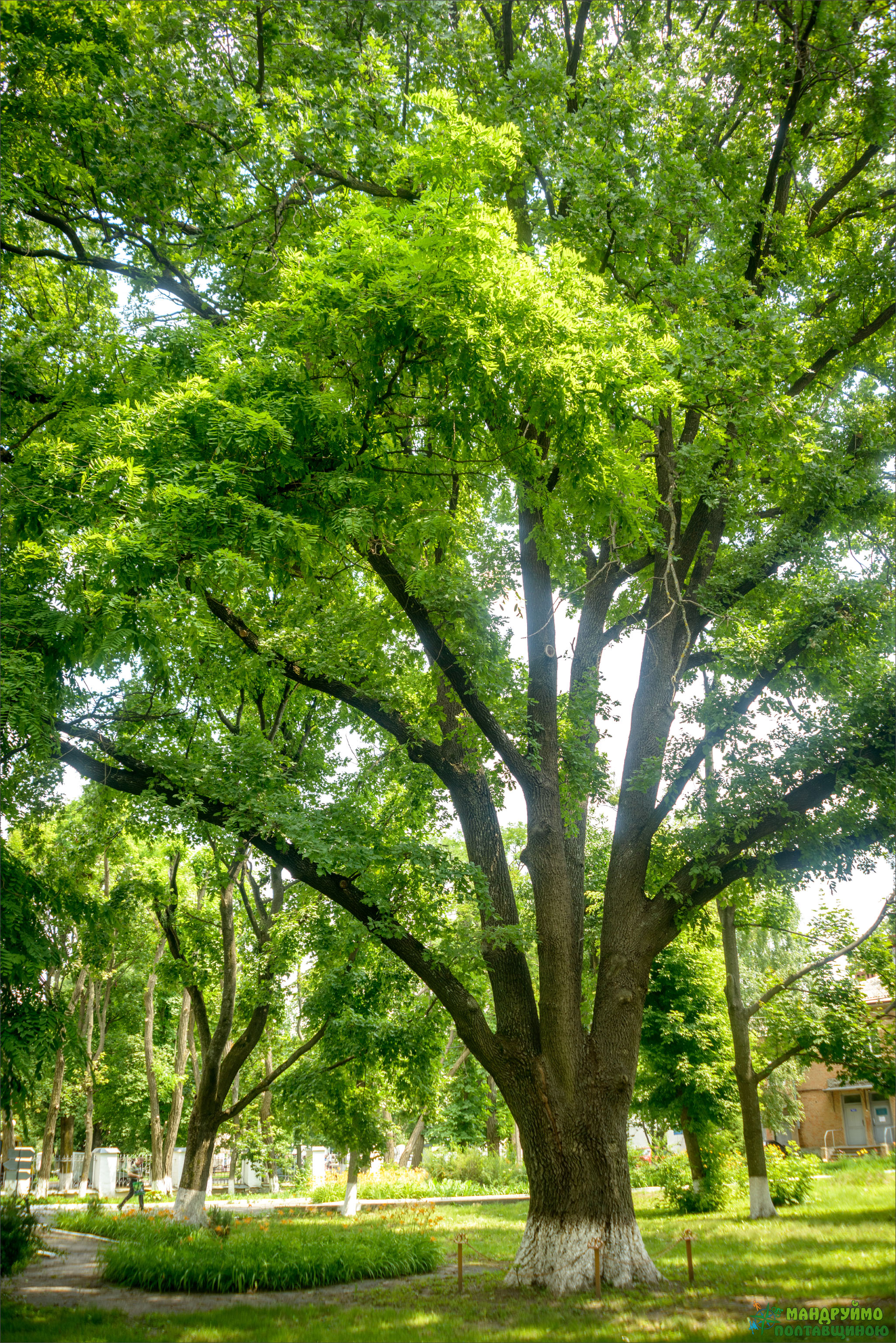
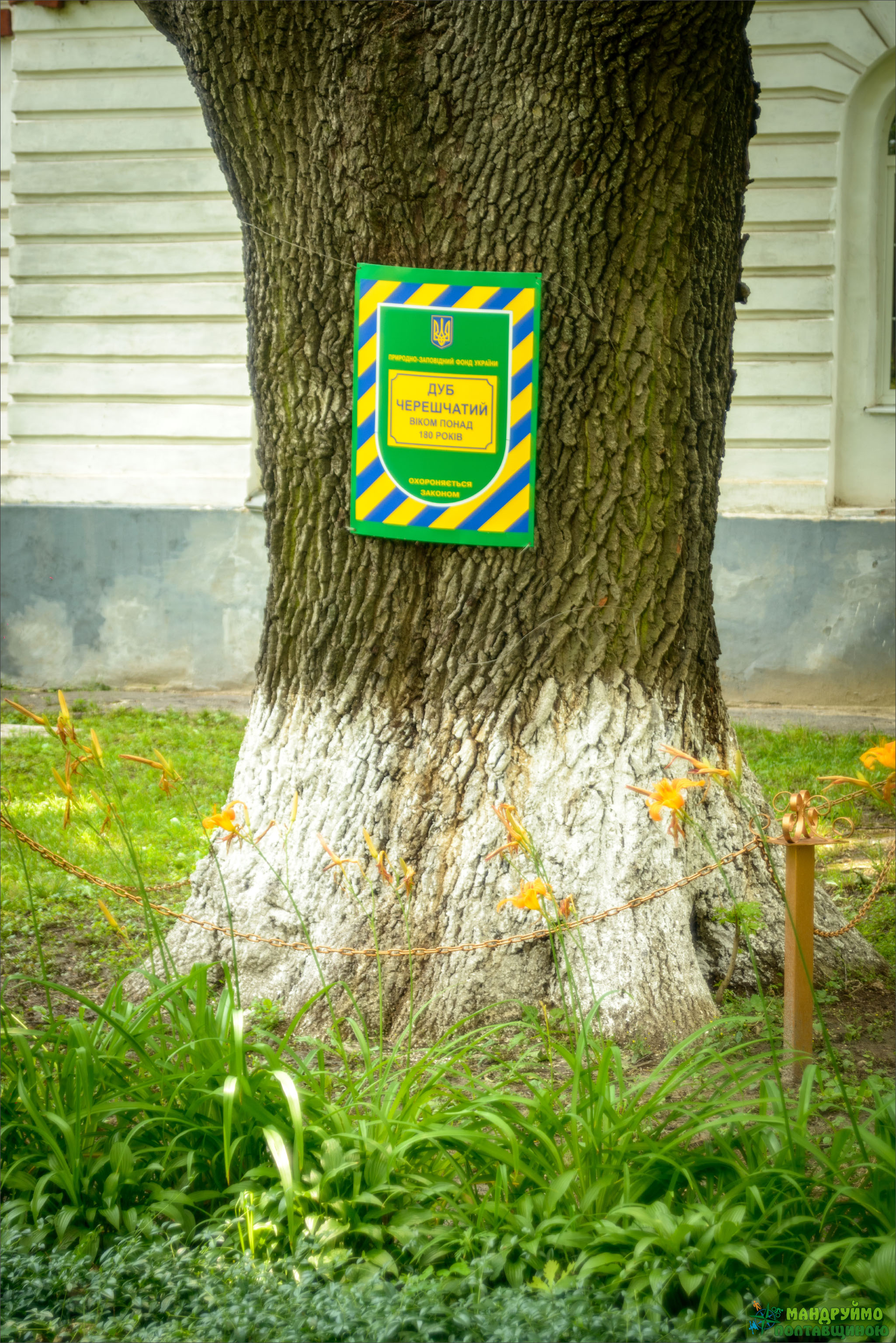
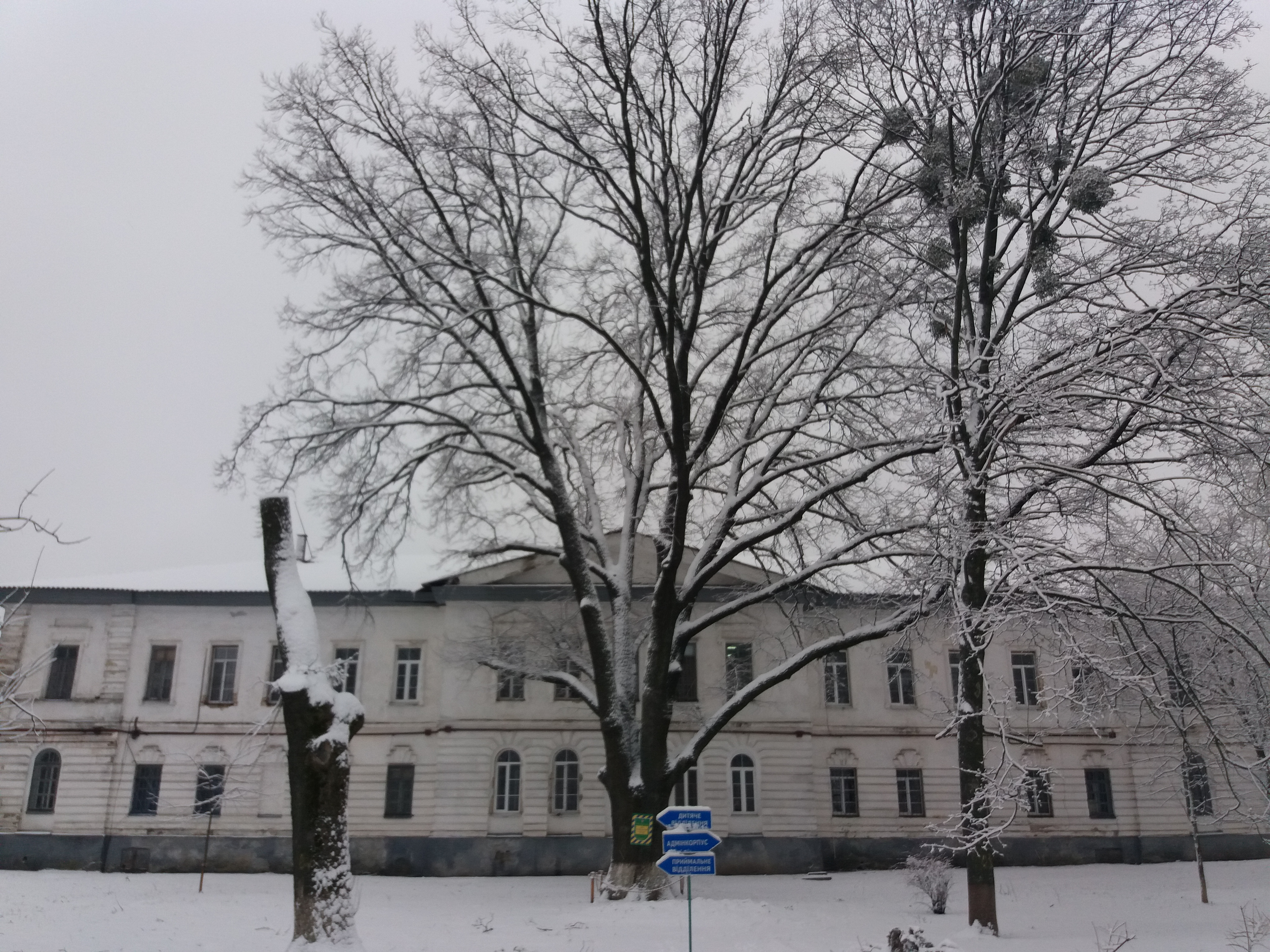
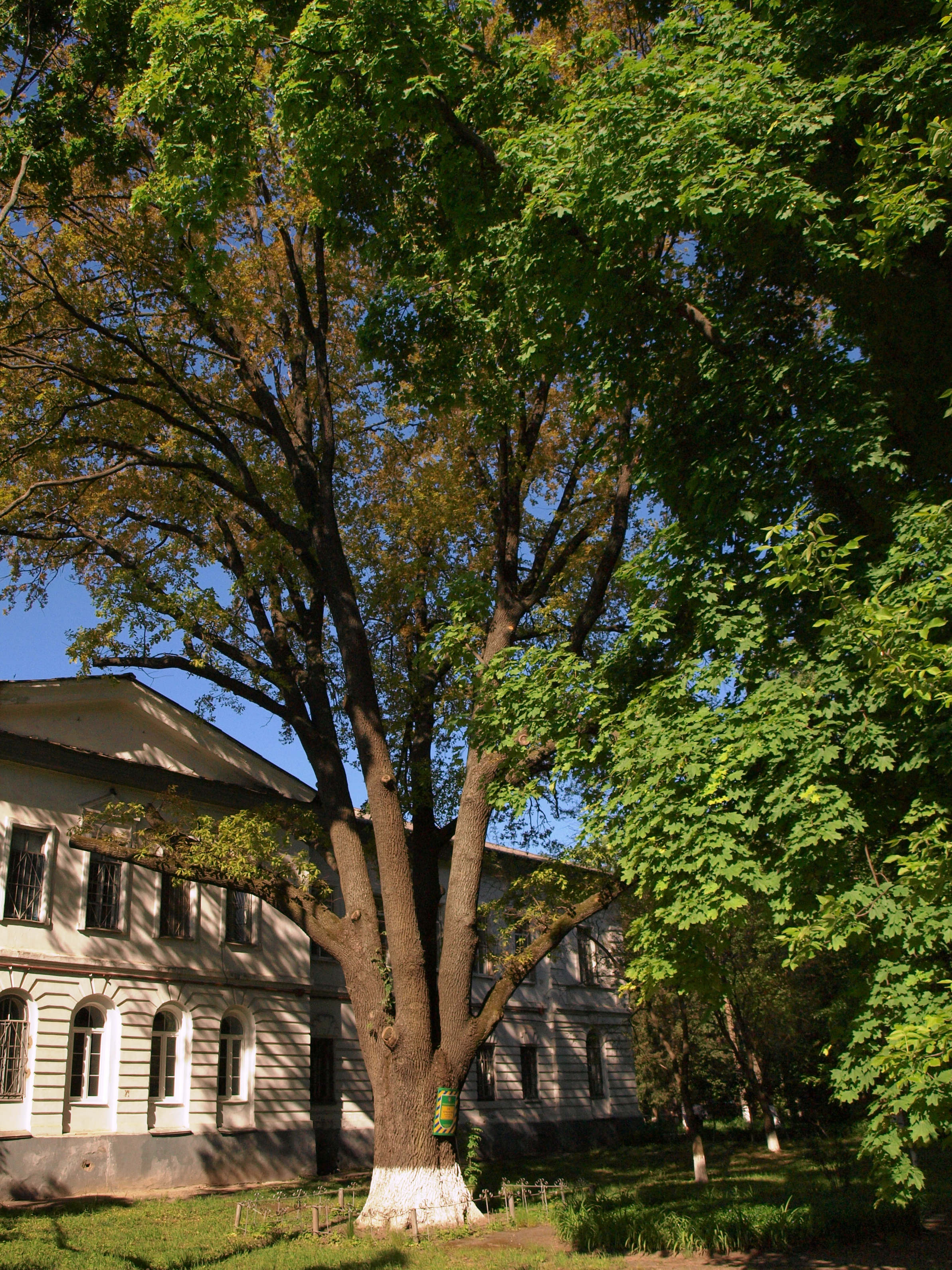
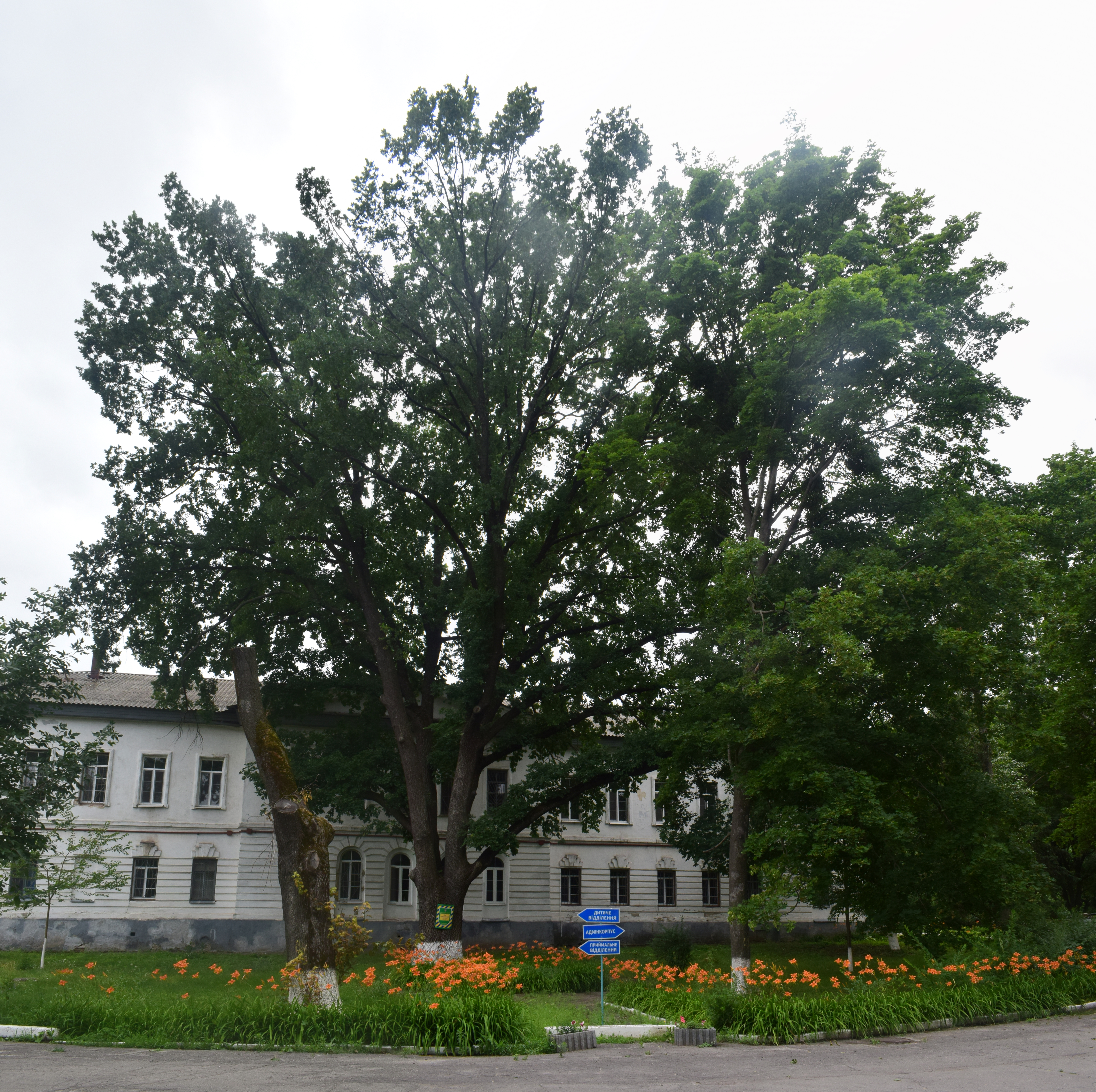